# Большая Белая (приток Шубрюга Полуденного)
Большая Белая — река в России, протекает в Мурашинском районе Кировской области. Устье реки находится в 10 км по левому берегу реки Шубрюг Полуденный. Длина реки составляет 11 км.
Исток реки в лесах в 17 км к западу от посёлка Мураши. Исток находится на водоразделе Моломы и Великой, рядом с истоком Большой Белой находится исток реки Волосницы. Река течёт на юго-запад, всё течение проходит по ненаселённому лесному массиву. Притоки — Коробовка, Малая Белая (левые).

## Данные водного реестра
По данным государственного водного реестра России относится к Камскому бассейновому округу, водохозяйственный участок реки — Вятка от города Киров до города Котельнич, речной подбассейн реки — Вятка. Речной бассейн реки — Кама.
По данным геоинформационной системы водохозяйственного районирования территории РФ, подготовленной Федеральным агентством водных ресурсов:
- Код водного объекта в государственном водном реестре — 10010300312111100035690
- Код по гидрологической изученности (ГИ) — 111103569
- Код бассейна — 10.01.03.003
- Номер тома по ГИ — 11
- Выпуск по ГИ — 1